# الفبای آوایی ناتو
| Character | Morse Code | Telephony | Phonic (Pronunciation)          |
| --------- | ---------- | --------- | ------------------------------- |
| A         | ●−         | Alfa      | (AL-FAH)                        |
| B         | −●●●       | Bravo     | (BRAH-VOH)                      |
| C         | −●−●       | Charlie   | (CHAR-LEE) or (SHAR-LEE)        |
| D         | −●●        | Delta     | (DELL-TAH)                      |
| E         | ●          | Echo      | (ECK-OH)                        |
| F         | ●●−●       | Foxtrott  | (FOX-TROTT)                     |
| G         | −−●        | Golf      | (GOLF)                          |
| H         | ●●●●       | Hotel     | (HOH-TEL)                       |
| I         | ●●         | India     | (IN-DEE-AH)                     |
| J         | ●−−−       | Juliett   | (JEW-LEE-ETT)                   |
| K         | −●−        | Kilo      | (KEY-LOW)                       |
| L         | ●−●●       | Lima      | (LEE-MAH)                       |
| M         | −−         | Mike      | (MIKE)                          |
| N         | −●         | November  | (NO-VEM-BER)                    |
| O         | −−−        | Oscar     | (OSS-CAH)                       |
| P         | ●−−●       | Papa      | (PAH-PAH)                       |
| Q         | −−●−       | Quebec    | (KEH-BECK)                      |
| R         | ●−●        | Romeo     | (ROW-ME-OH)                     |
| S         | ●●●        | Sierra    | (SEE-AIR-RAH)                   |
| T         | −          | Tango     | (TANG-GO)                       |
| U         | ●●−        | Uniform   | (YOU-NEE-FORM) or (OO-NEE-FORM) |
| V         | ●●●−       | Victor    | (VIK-TAH)                       |
| W         | ●−−        | Whiskey   | (WISS-KEY)                      |
| X         | −●●−       | Xray      | (ECKS-RAY)                      |
| Y         | −●−−       | Yankee    | (YANG-KEY)                      |
| Z         | −−●●       | Zulu      | (ZOO-LOO)                       |
| 1         | ●−−−−      | One       | (WUN)                           |
| 2         | ●●−−−      | Two       | (TOO)                           |
| 3         | ●●●−−      | Three     | (TREE)                          |
| 4         | ●●●●−      | Four      | (FOW-ER)                        |
| 5         | ●●●●●      | Five      | (FIFE)                          |
| 6         | −●●●●      | Six       | (SIX)                           |
| 7         | −−●●●      | Seven     | (SEV-EN)                        |
| 8         | −−−●●      | Eight     | (AIT)                           |
| 9         | −−−−●      | Nine      | (NIN-ER)                        |
| 0         | −−−−−      | Zero      | (ZEE-RO)                        |

الفبای آوایی رادیویی (به انگلیسی: International Radiotelephony Spelling Alphabet)، که به ‌طور رایج با نام الفبای آوایی ناتو شناخته می‌شود، پرکاربردترین مجموعه‌ای از کلمات رمزگذاری‌شده برای بیان حروف الفبای لاتین در ارتباط شفاهی، به‌ویژه در رادیو یا تلفن است. اگرچه از نظر فنی یک الفبای آوایی رادیوتلفونی به‌حساب می‌آید، اما با نام‌های مختلفی از جمله الفبای آوایی ناتو،الفبای آوایی ایکائو(ICAO )' و الفبای املایی ایکائو(ICAO ) شناخته می‌شود. الفبای آوایی اتحادیه بین‌المللی مخابرات (ITU) و کد عددی آن،یک نسخه کمتر رایج از الفبای آوایی رادیویی است که در کلمات رمزگذاری شده برای ارقام متفاوت است. این بدان معناست که برای بیان اعداد از کلمات متفاوتی استفاده می‌شود تا از سردرگمی جلوگیری شود.به عنوان مثال، در الفبای آوایی ناتو، عدد "nine" را با کلمه "Niner" رمزگذاری می‌کنند تا از اشتباه آن با عدد "five" جلوگیری شود. در حالی که در الفبای آوایی اتحادیه بین‌المللی مخابرات (ITU) از کلمه "Nine" استفاده می‌کنند.
الفبای آوایی رادیویی، مجموعه‌ای از 26 کلمه رمز است که به حروف الفبای لاتین اختصاص داده شده است. این کلمات به گونه‌ای انتخاب شده‌اند که به راحتی تلفظ شوند و از یکدیگر متمایز باشند. این ویژگی‌ها باعث می‌شود که الفبای آوایی رادیویی برای استفاده در تماس‌های رادیویی و تلفنی، به ویژه در شرایطی که ممکن است ارتباط با اختلال مواجه شود، بسیار مناسب باشد.
کلمات رمزگذاری شده خاص متفاوت بودند، زیرا برخی کلمات که به نظر متمایز بودند در شرایط واقعی بی اثر بودند. در سال 1956، ناتو مجموعه کلمات رمزگذاری شده ای را که توسط سازمان بین المللی هوانوردی غیرنظامی (ایکائو) استفاده می شد، اصلاح کرد. این اصلاحیه سپس به استاندارد بین المللی تبدیل شد که توسط ایکائو در همان سال و چند سال بعد توسط اتحادیه بین المللی مخابرات (ITU) پذیرفته شد.کلمات به گونه‌ای انتخاب شدند که برای گویشوران انگلیسی، فرانسوی و اسپانیایی قابل دسترسی باشند.